# Amtsgericht Riesenburg
Das Amtsgericht Riesenburg war ein preußisches Amtsgericht mit Sitz in Riesenburg.

## Geschichte
In Riesenburg bestand von 1849 bis 1879 die Gerichtskommission Riesenburg des Kreisgerichts Rosenberg. Das königlich preußische Amtsgericht Riesenburg wurde mit Wirkung zum 1. Oktober 1879 als eines von acht Amtsgerichten im Bezirk des Landgerichtes Elbing im Bezirk des Oberlandesgerichtes Marienwerder gebildet. Der Sitz des Gerichtes war Riesenburg. Sein Gerichtsbezirk umfasste aus dem Kreis Rosenberg den Stadtbezirk Riesenburg und die Amtsbezirke Orkusch, Rohdau, Seeberg, Sonnenberg und Tromnau sowie Teile der Amtsbezirke Jauth und Pachutken. Am Gericht bestand 1880 eine Richterstelle. Das Amtsgericht war damit ein kleines Amtsgericht im Landgerichtsbezirk. Mit Wirkung zum 1. Januar 1943 wurden das Landgericht Marienwerder gebildet und diesem das Amtsgericht Riesenburg zugeordnet.
Im Jahre 1945 wurde der Amtsgerichtsbezirk unter polnische Verwaltung gestellt, und die deutschen Einwohner wurden vertrieben. Damit endete auch die Geschichte des Amtsgerichtes Riesenburg.